# 拉姆斯科耶湖
56°39′20″N 42°6′0″E / 56.65556°N 42.10000°E
拉姆斯科耶湖（俄语：Ламское），是俄羅斯的湖泊，位於該國西部，由伊萬諾沃州負責管轄，長1.9公里、寬1.2公里，面積1.26平方公里，海拔高度98.3米，集水區面積190平方公里，平均水深1.6米，最大水深7米。